# Шпионы из Кембриджа (телесериал)
«Шпионы из Кембриджа» (англ. Cambridge Spies) — четырёхсерийная телевизионная драма, выпущенная Би-би-си, транслируемая на BBC2 в мае 2003 года, касающаяся жизни известнейших пяти советских разведчиков с 1934 года до 1951 года, когда Бёрджесс и Доналд Маклейн были переправлены в Советский Союз. Сценарий был создан Питером Моффатом, режиссёр — Тим Файвелл. Полный сериал был выпущен на DVD 2 июня 2003 года. Количество просмотров составило в среднем 2 миллиона за эпизод.

## В ролях
- Том Холландер в роли Гая Бёрджесса
- Тоби Стивенс в роли Кима Филби
- Сэмюэл Уэст в роли Энтони Бланта
- Руперт Пенри-Джонс в роли Доналда Маклейна

## Список эпизодов
| № | Название   | Режиссёр    | Автор сценария | Премьера в Британии | Британские зрители (млн) |
| --- | ---------- | ----------- | -------------- | ------------------- | ------------------------ |
| 1 | «Эпизод 1» | Тим Файвелл | Питер Моффат   | 9 мая 2003          | 2.80                     |
| Находясь в Кембриджском университете, Филби и Маклин обращаются к офицерам разведки и просят поставлять разведданные. Филби не нужно много времени, чтобы понять, что они нужны не британским спецслужбам, а русским. Они соглашаются поставлять разведданные для русских и как только заканчивается университетский год, Филби отправляется по заданию в Вену, где он женится на преданной коммунистке Летти Фридман. Вернувшись в Англию, бегун Филби, Блант, говорит ему, что брак не в интересах миссии, и Филби должен положить ему конец. |            |             |                |                     |                          |
| 2 | «Эпизод 2» | Тим Файвелл | Питер Моффат   | 16 мая 2003         | Н/Д                      |
| Берджесс получает работу на Би-би-си. |            |             |                |                     |                          |
| 3 | «Эпизод 3» | Тим Файвелл | Питер Моффат   | 23 мая 2003         | Н/Д                      |
| С немецким вторжением в Советский Союз разведчики обнаруживают, что работают на союзников. |            |             |                |                     |                          |
| 4 | «Эпизод 4» | Тим Файвелл | Питер Моффат   | 30 мая 2003         | Н/Д                      |